# Sønderbro (Aalborg)
 For alternative betydninger, se Sønderbro. (Se også artikler, som begynder med Sønderbro)
Sønderbro er en 1,2 kilometer lang firesporet indfaldsvej, der forbinder Ådalsmotorvejen med Aalborgs midtby.

## Vejens forløb
Fra syd ved Ådalsmotorvejen er der fra Sønderbro forbindelse mod vest til Kærby via. Ny Kærvej og mod øst til Frydendal via. Gammel Gugvej. Lidt længere mod nord er der mod øst forbindelse til Eternitgrunden, dernæst krydser Sønderbro trafikvejen Østre Alle. Efterfølgende fortsætter Sønderbro ind i Øgadekvarteret, hvor vejen passerer forbi Sønderbroskolen, Sjællandsgade og boliger. Endeligt slutter Sønderbro ved udkanten af Aalborg Centrum i krydset Jyllandsgade-Kjellerupsgade-Fyensgade-Sønderbro.